# Uns quants dies de setembre
Uns quants dies de setembre (títol original en francès: Quelques jours en septembre) és una pel·lícula franco-italo-portuguesa dirigida per Santiago Amigorena i estrenada el 2006 al Festival de Venècia. Ha estat doblada al català.

## Argument
Alguns dies abans dels atemptats de l'11 de setembre 2001, diferents personatges es troben a Venècia, entrecreuant-se en un ambient sulfurós on regna un sentiment preapocalíptic.
Uns quants dies de setembre imagina un escenari on l'agent de la CIA, Elliot, amb el coneixement dels atacs contra les torres bessones de Nova York està sent empaitat per un assassí, William Pound, mentre està intentant reunir-se amb el seu dos caps mitjançant una antiga col·lega, Irène.

## Repartiment
- Juliette Binoche: Irène Montano
- John Turturro: William Pound
- Sara Forestier: Orlando
- Tom Riley: David
- Nick Nolte: Elliott
- Mathieu Demy: El jove banquer
- Saïd Amadis: El vell banquer
- Magne-Havard Brekke: Igor Zyberski
- Joël Lefrançois: El porter de l'hotel
- Alexis Galmot: Servent
- Jean-Luc Lucas: El controlador
- Roberto Moro: El guardià del palau
- Julien Husson: L'home amb la cigarreta

## Versions alternatives
El setembre 2007 la cadena de TV de llengua francesa TV5 va emetre una versió reduïda de la pel·lícula, de 90 minuts - 22 minuts menys que la versió pel cinema a França. Aquesta versió comença el 6 de setembre de 2001, quan Irène porta Orlando i David al seu apartament, traient l'escena d'obertura a la granja d'Orlando i la reunió a l'hotel avortada amb Elliot. També treu 5 de setembre de la narrativa. La versió de la pel·lícula es distribuïa a Portugal el novembre de 2006 amb un temps una mica més llarg; Un cert nombre d'escenes extres s'incloïen en aquesta versió a la petició del productor Paolo Branco. Aquesta versió comença amb Irène al seu apartament rebent una carta d'Elliot. També inclou escenes d'Orlando treballant a la seva granja i d'Irène i William que està al seu camió recordant el passat sobre la seva història compartida.

## Rebuda
Les ressenyes de la pel·lícula són variades, amb Rotten Tomatoes que dona a la pel·lícula un 47% de puntuació.